# Порутома
Порутома — река в России, протекает по Подпорожскому району Ленинградской области.
Впадает в Верхнесвирское водохранилище на Свири, до заполнения водохранилища являлась правым притоком Ивины. Длина реки — 18 км.
Притоки: Киборуса — левый, Елай и Кирбуса — правые.
Ближайший населённый пункт — Пай в Карелии — находится юго-западнее истока реки.

## Данные водного реестра
По данным государственного водного реестра России относится к Балтийскому бассейновому округу, водохозяйственный участок реки — Свирь без бассейна Онежского озера, речной подбассейн реки — Свирь (включая реки бассейна Онежского озера). Относится к речному бассейну реки Нева (включая бассейны рек Онежского и Ладожского озера).
Код объекта в государственном водном реестре — 01040100712102000012059.